# 碧井れみ
碧井 れみ（あおい れみ、7月18日 - ）は奈良県天理市出身のシンガーソングライターである。

## 人物
POPSアーティスト。
関西圏を中心に、イベント出演、テレビ出演、ラジオ出演など活動している。
発表した楽曲はすべて通信カラオケUGAにて全国配信されており、一部通信カラオケDAMにも全国配信されている。
2011年からはライブハウスでの活動を本格化。
2012年1月19日（木）心斎橋『ＢＩＧＣＡＴ』にて「碧井れみワンマンライブ　こすもす　風を感じて」を開催し大成功を収める。
現在はピアノ弾き語り中心のライブスタイルにて活動中。
（『碧井れみ Official Website』参照）

## テレビ出演
- 生カラ（サンテレビ）
- 夢・元気人！（KBS京都、テレビ和歌山）
- KYOカラ・OK（KBS京都、ぎふチャン、三重テレビ、テレビせとうち、テレビ和歌山）
- 旅に乾杯！（サンテレビ、KBS京都）
- ゆうドキッ！（奈良テレビ）
- 演歌百撰（サンテレビ、奈良テレビ）

※他、多数出演

## ラジオ出演
- 歌う水道屋さん（FMマザーシップ）
- “あゆの聞いてよね” 今夜もメロディーナイト（ラジオ関西）
- コミュニティー放送 FMさかい（FMさかい）
- 僕らのミュージックジャングル（FM千里）

## ライブハウス
- BIGCAT　（大阪）
- BEVERLY　HILLS　（奈良）
- Nara　Never　Land　（奈良）

## 発表曲
- 光の中で・・・
- Smile For You
- セーラー服の頃
- CLOSEST FRIEND
- beside you
- あの日のままで
- 灰のそら
- さよならの箱舟
- 夏の花
- こすもす
- 風を感じて